# Édifice des Chevaliers de Colomb
L'édifice des Chevaliers de Colomb est un centre communautaire situé au 405, rue Tessier Est à Saint-Casimir au Québec (Canada). Cet édifice Art déco a été construit en 1947 et 1948 selon des plans de l'architecte Ernest L. Denoncourt. Il a été cité comme immeuble patrimonial en 2009 par la municipalité de Saint-Casimir.

## Histoire
Au tournant de la Seconde Guerre mondiale, la population de Saint-Casimir déplore l'absence dans la municipalité de salle communautaire ou de loisir. Le conseil des Chevaliers de Colomb de Sainr-Casimir est formé en 1945. Ce dernier cherche un local pour y tenir ses réunions ainsi que servir de local pour les activités pour les jeunes. Il forme un organisme, La Colombienne, et achète un magasin ayant appartenu à Jean-Baptiste Dumas. Rapidement le local devient trop petit. L'organisme est dissous et l'édifice vendu.
En 1947, l'année du centenaire de Sainr-Casimir, un autre organisme est formé, le Centre culturel, l'édifice des Chevaliers de Colomb est construit la même année qu'un autre édifice culturel, le centre paroissial. Le plan de l'édifice des Chevaliers de Colomb est élaboré par l'architecte trifluvien Ernest L. Denoncourt (1888-1972). L’œuvre qui s'étend sur 60 ans comprend plus de 1 500 résidences, installations sportives, monuments commémoratifs, édifices religieux et commerciaux. La construction est offert à l'entrepreneur local Laurent Giroux. La construction est achevée en 1948.
Le bâtiment est doté d'une salle de cinéma équipé d'une scène de théâtre. Les sièges de la salle, pouvaient être retirés pour accueillir des soirées de danse et des réceptions. Le rez-de-chaussée est équipé d'allées de quille, de table de billard et de tennis de table. Il y a aussi un espace réservé aux jeux de cartes. En 1997, l'organisme le Centre culturel cède le bâtiment au Conseil des Chevaliers de Colomb. Le bâtiment est rénové en 1981. Le rez-de-chaussée est ensuite loué pour la tenue de diverses activités. Une partie de l'édifice sert un temps d'épicerie. Durant les années 2000, le bâtiment est renommé « Ciné-centre culturel Alain-Grandbois » et l'honneur du poète Alain Grandbois (1900-1975).
L'édifice des Chevaliers de Colomb est cité immeuble patrimonial par la municipalité de Saint-Casimir le 14 avril 2009.